# 쌍둥이자리 델타
쌍둥이자리 델타 ( δ Geminorum, 약칭 : Delta Gem, δ Gem)는 또 다른 이름으로 와사트라고 불리는 쌍둥이자리에 있는 삼중성계이다. 지구로부터 약 60.5 광년 (18.5 pc) 떨어져 있다.  이 별의 질량은 태양의 약 1.57배 정도이며,  129.7 km s−1 의 자전 주기로 빠르게 회전하고 있다. 항성 추정 연령은 16억 년이다.

## 명명법
δ Geminorum(라틴어: Delta Geminorum)은 바이어 명명법을 기준으로 붙여진 이름이다.
아랍어로 "중간"을 뜻하는 단어에서 유래된 전통적인 이름 "와사트"를 가지고 있었다. 국제천문학학회는 2016년 이 별과 같은 여러 항성의 고유 명칭을 카탈로그화하고 표준화하기 위해 "별의 이름에 관한 워킹그룹(WGSN)"을 조직했다. WGSN은 2016년 8월 21일에 이 별의 이름 와사트를 승인하고, 현재 IAU 항성 목록에 이 이름이 입력되어 있다.
동아시아 별자리로 天樽( Tiān Zūn )은 정수 별자리에 속해있으며 의미하며 Delta Geminorum, 57 Geminorum 및 Omega Geminorum으로 구성된 별자리에 속해있었다.

## 속성

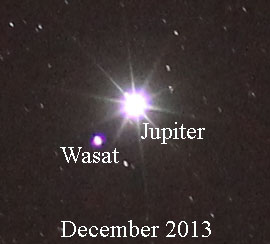
와사트는 목성 서남쪽에 있는 밝은 별이다. 목성은 와사트보다 ~280배 더 밝다.

쌍둥이자리 델타는 분광형 F0IV인 준거성이다.  지구로부터 약 60.5 광년 (18.5 pc) 떨어져 있다.  이 별의 질량은 태양의 1.57배이며  129.7 km s−1 의 항성 자전속도로 빠르게 회전하고 있다. 항성 추정 연령은 16억 년이다.
겉보기 등급은 +3.53이며 육안으로 볼 수 있다. 황도에서 남쪽으로 불과 0.18도 떨어져 있기 때문에 때때로 태양, 달, 그리고 드물게 행성에 의해 가려진다. 보통 7월 10-12일경에 태양에 의해 가려진다. 그렇기에 쌍둥이자리 델타은 1월 중순에 하늘을 가로질러 밤새도록 관측이 가능하다. 행성에 의해 마지막으로 가려진 것은 1857년 6월 30일 토성에 의한 것이며 근미래의 가까운 엄폐는 2420년 8월 12일 금성에 가려질 것이다. 1930년, 왜행성 명왕성은 이 별에서 동쪽으로 약 0.5° 떨어진 곳에서 미국의 천문학자 클라이드 톰보에 의해 발견되었기도 하다.
쌍둥이자리 델타는 삼중성계로 이루어져 있다. 내부 쌍성계는 약 6.1년(2238.7일)의 주기와 0.3530의 궤도편심을 갖는 궤도를 형성한다. 이 쌍성계 말고 동반성이 하나 더 있는데, K형의 동반성은 육안으로는 보이지 않지만, 소형 망원경으로 명확하게 관측이 가능하다. K형의 동반성은 약 1200년의 주기와 0.11의 편심으로 내쌍을 공전한다. 방사속도는 태양으로부터 멀어지고 있지만 실제로는 태양계에 접근하고 있다. 약 110만 년 후에 약 6.7 광년 (2.1 pc)까지 태양계에 가까이 접근할 것이다.

## 참고 문헌
1. 1 2 3  “Delta Geminorum (Wasat)”, 《SIMBAD》 (Centre de Données astronomiques de Strasbourg), 2011년 6월 3일에 확인함
2. 1 2 3 4  van Leeuwen, F. (November 2007), “Validation of the new Hipparcos reduction”, 《Astronomy and Astrophysics》 474 (2): 653–664, arXiv:0708.1752, Bibcode:2007A&A...474..653V, doi:10.1051/0004-6361:20078357, S2CID 18759600
3. ↑  Ducati, J. R. (2002). “VizieR Online Data Catalog: Catalogue of Stellar Photometry in Johnson's 11-color system”. 《CDS/ADC Collection of Electronic Catalogues》 2237: 0. Bibcode:2002yCat.2237....0D.
4. 1 2  Reiners, Ansgar (January 2006), “Rotation- and temperature-dependence of stellar latitudinal differential rotation”, 《Astronomy and Astrophysics》 446 (1): 267–277, arXiv:astro-ph/0509399, Bibcode:2006A&A...446..267R, doi:10.1051/0004-6361:20053911, S2CID 8642707
5. 1 2 3  Nordström, B.;  외. (May 2004), “The Geneva-Copenhagen survey of the Solar neighbourhood. Ages, metallicities, and kinematic properties of ˜14 000 F and G dwarfs”, 《Astronomy and Astrophysics》 418: 989–1019, arXiv:astro-ph/0405198, Bibcode:2004A&A...418..989N, doi:10.1051/0004-6361:20035959, S2CID 11027621
6. 1 2  Shaya, Ed J.; Olling, Rob P. (January 2011), “Very Wide Binaries and Other Comoving Stellar Companions: A Bayesian Analysis of the Hipparcos Catalogue”, 《The Astrophysical Journal Supplement》 192 (1): 2, arXiv:1007.0425, Bibcode:2011ApJS..192....2S, doi:10.1088/0067-0049/192/1/2, S2CID 119226823
7. ↑  admin (2019년 9월 15일). “Pollux (Beta Geminorum): Star Type, Name, Planet, Constellation”. 《Star Facts》 (미국 영어). 2022년 4월 25일에 확인함.
8. 1 2  Evans, D. S. (June 20–24, 1966), 〈The Revision of the General Catalogue of Radial Velocities〉,   Batten, Alan Henry; Heard, John Frederick, 《Determination of Radial Velocities and their Applications, Proceedings from IAU Symposium no. 30》, University of Toronto: International Astronomical Union, Bibcode:1967IAUS...30...57E
9. ↑  Richard Hinckley Allen: Star Names — Their Lore and Meaning: Gemini
10. ↑  Schröder, C.; Reiners, Ansgar; Schmitt, Jürgen H. M. M. (January 2009), “Ca II HK emission in rapidly rotating stars. Evidence for an onset of the solar-type dynamo” (PDF), 《Astronomy and Astrophysics》 493 (3): 1099–1107, Bibcode:2009A&A...493.1099S, doi:10.1051/0004-6361:200810377[깨진 링크(과거 내용 찾기)]
11. ↑  Johnson, H. L.;  외. (1966), “UBVRIJKL photometry of the bright stars”, 《Communications of the Lunar and Planetary Laboratory》 4 (99): 99, Bibcode:1966CoLPL...4...99J
12. ↑  In the Sky Earth astronomy reference utility showing the ecliptic and relevant date as at J2000 - present
13. ↑  García-Sánchez, J.;  외. (November 2001), “Stellar encounters with the solar system”, 《Astronomy and Astrophysics》 379 (2): 634–659, Bibcode:2001A&A...379..634G, doi:10.1051/0004-6361:20011330
14. ↑  Abt, Helmut A. (August 2005), “Observed Orbital Eccentricities”, 《The Astrophysical Journal》 629 (1): 507–511, Bibcode:2005ApJ...629..507A, doi:10.1086/431207
15. ↑  O'Meara, Stephen James (2002), 《The Caldwell objects》, Deep-sky companions, Cambridge University Press, 156쪽, ISBN 0-521-82796-5
16. ↑  Kaler, James B., “WASAT (Delta Geminorum)”, 《Stars》 (University of Illinois), 2012년 1월 30일에 확인함
17. ↑  Kunitzsch, Paul; Smart, Tim (2006), 《A Dictionary of Modern star Names: A Short Guide to 254 Star Names and Their Derivations》 2 rev.판, Cambridge, Massachusetts: Sky Pub, ISBN 978-1-931559-44-7
18. ↑  King, Bob (2013년 12월 12일), “To Delta Geminorum by way of Jupiter and Pluto”, 《Astro Bob》 (Areavoices.com), 2013년 12월 13일에 원본 문서에서 보존된 문서, 2013년 12월 13일에 확인함
19. ↑  《IAU Working Group on Star Names (WGSN)》, International Astronomical Union, 2016년 6월 10일에 원본 문서에서 보존된 문서, 2016년 5월 22일에 확인함
20. ↑  《IAU Catalog of Star Names》, 2016년 7월 28일에 확인함
21. ↑  Kaler, Jim (n.d.), “WASAT (Delta Geminorum)”, 《Stars (University of Illinois sponsored website)》, 2014년 7월 29일에 확인함, The name is a mess, "Wasat" meaning "middle" in Arabic, but the middle of WHAT is not clear, whether the middle of Gemini, of the sky, or of the neighboring constellation Orion (which the Arabs referred to as the "Central One"), the star name improperly applied to our Delta.
22. ↑  Allen, Richard (1889). “The history of the star: Wasat, from p.234 of Star Names, Richard Hinckley Allen, 1889.”. 《Constellations of Words website》. 2014년 7월 29일에 확인함. Wasat and Wesat are from Al Wasat, the Middle, i.e. of the constellation; but some have referred this to the position of the star very near to the ecliptic, the central circle.